# Otidae
Otidae là một nhánh chim bao gồm nhánh Otidimorphae (cu cu, ô tác và turaco) và nhánh  Strisores (cú muỗi, yến và chim ruồi). Nhánh này được xác định vào năm 2014 bằng cách phân tích bộ gen. Trước đó người ta cho rằng Strisores có quan hệ họ hàng gần với các loài chim như bồ câu, hồng hạc, chim nhiệt đới, vạc mặt trời và kagu trong nhánh cũ Metaves, nhưng công việc tiếp theo đã cung cấp bằng chứng cho thấy Metaves là nhánh đa ngành. Mặc dù các phân tích dữ liệu bộ gen cung cấp hỗ trợ tương đối cao cho tính đơn ngành của Otidae, chỉ ra rằng nó là một nhánh cơ bản của nhánh Passerea, các phân tích khác về ma trận dữ liệu lớn đã không khôi phục được nhánh bao gồm Otidimorphae và Strisores, đặt ra câu hỏi về tính đơn ngành của nhánh Otidae.